# 18 mai
ianuarie • februarie • martie  • aprilie  • mai  • iunie  • iulie  • august  • septembrie  • octombrie  • noiembrie  • decembrie
18 mai este a 138-a zi a calendarului gregorian și ziua a 139-a în anii bisecți. Mai sunt 227 de zile până la sfârșitul anului.

## Evenimente

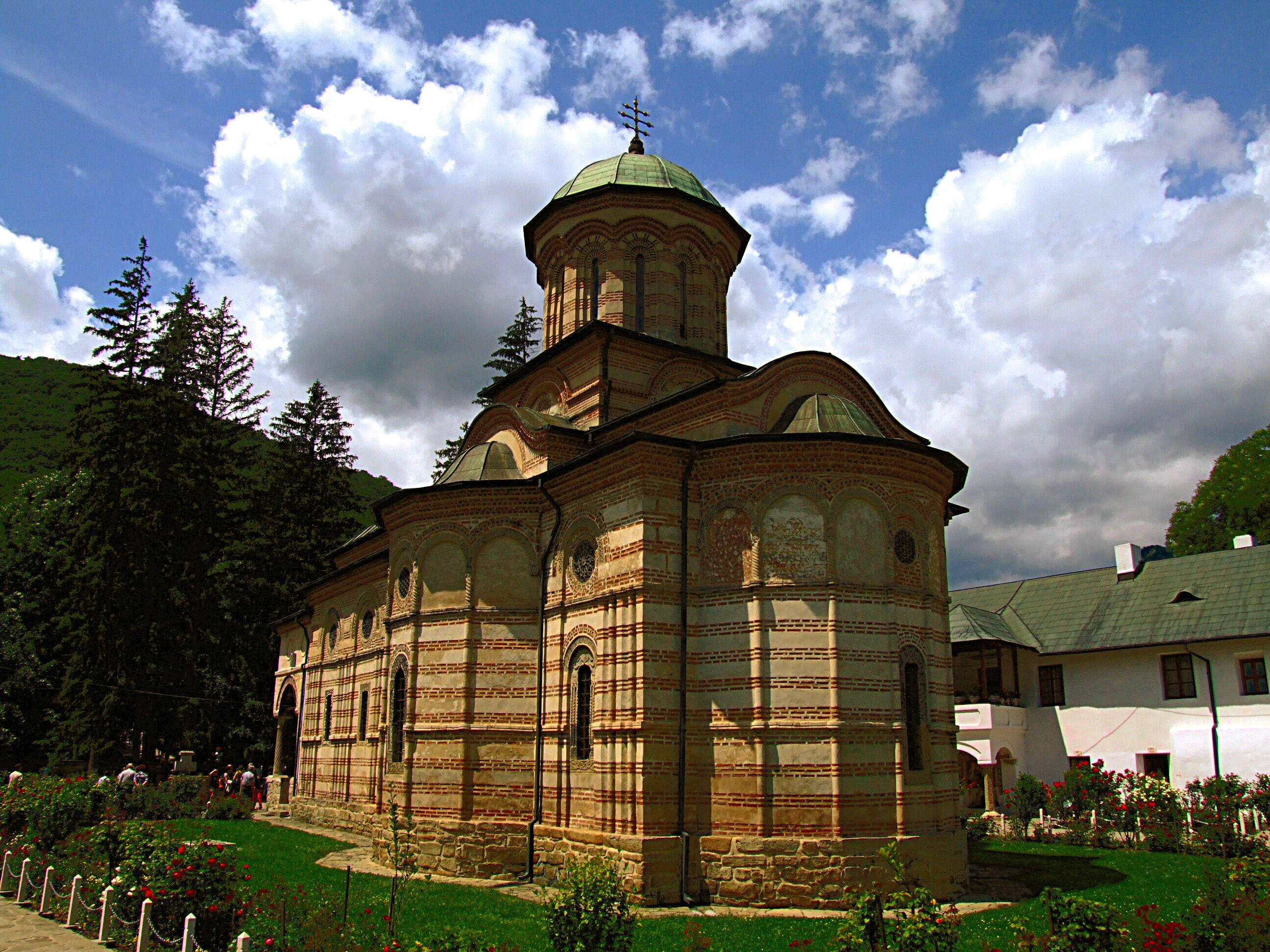
1388: Este sfințită Mănăstirea Cozia

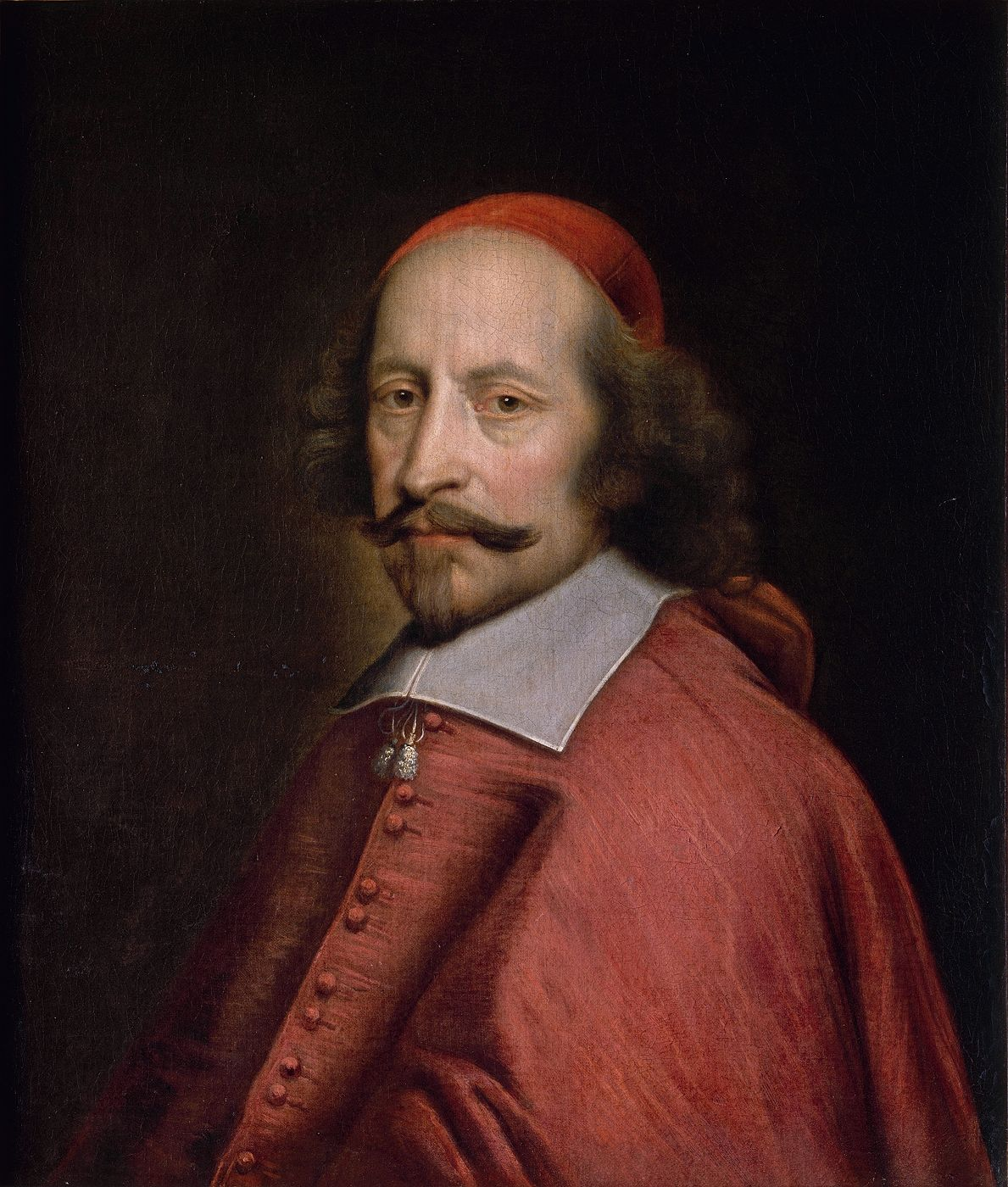
1643: Cardinalul Jules Mazarin este numit prim-ministru al Franței

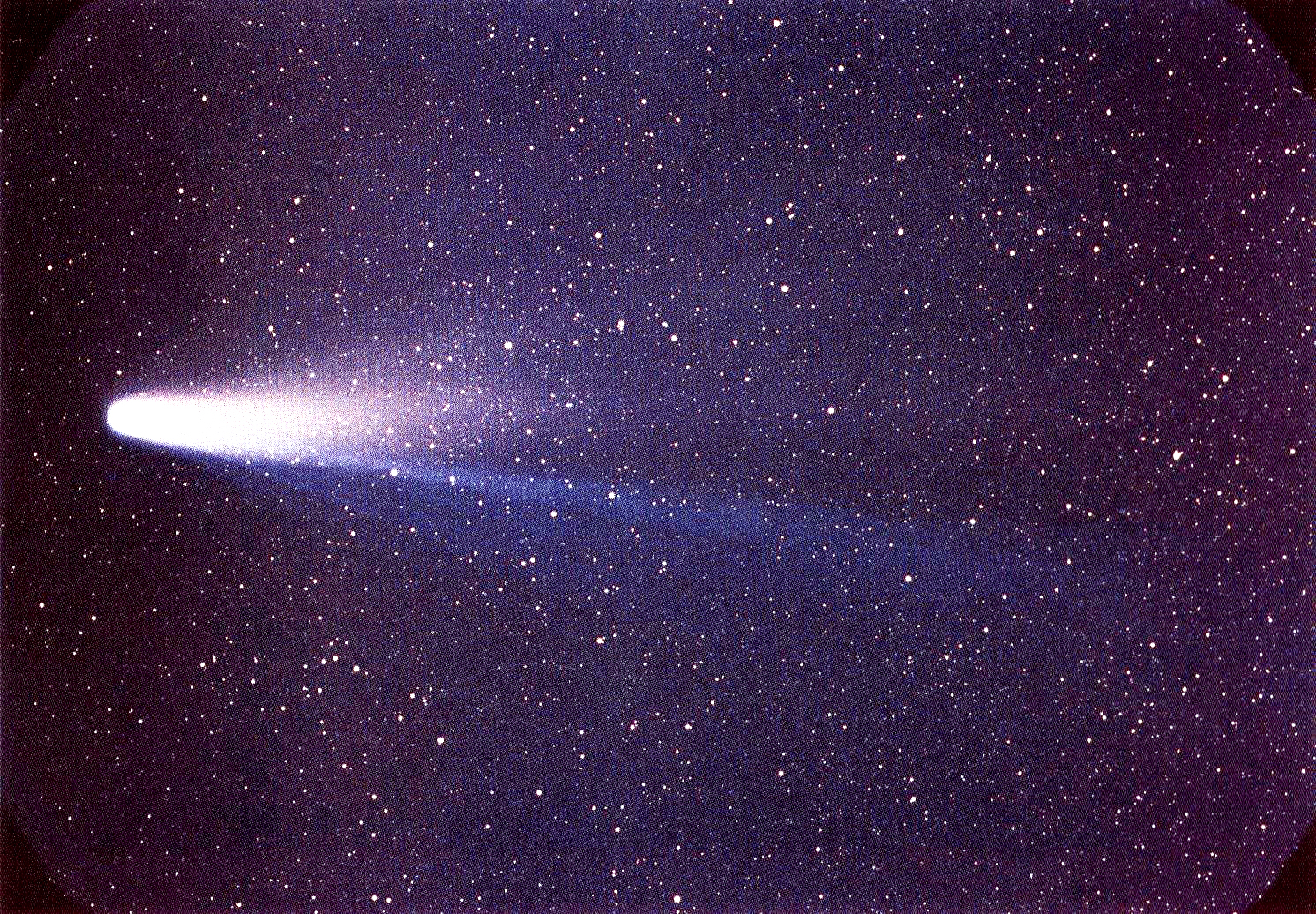
1910: Terra trece prin coada cometei Halley (foto). Este cel mai apropiat contact din istorie dintre Pământ și o cometă.

- 44 î.Hr.: Cometa C/-43 K1 (cometa lui Caesar) este descoperită în China. În luna iulie a aceluiași an, este vizibilă la Roma și este considerată de popor ca fiind apariția divinizată a sufletului lui Gaius Iulius Caesar, asasinat, și folosită de fiul său adoptiv Octavianus, ulterior împăratul Augustus, în scopuri de propagandă teopolitică.
- 0332: Constantin cel Mare a anunțat distribuirea gratuită a hranei cetățenilor din Constantinopol.[1]
- 0872: Ludovic al II-lea al Italiei este încoronat pentru a doua oară ca Împărat Roman la Roma, la vârsta de 47 de ani. Prima sa încoronare a fost cu 28 de ani mai devreme, în anul 844, în timpul domniei tatălui său, Lothair I.
- 1152: La opt săptâmâni după anularea căsătoriei cu Ludovic al VII-lea al Franței, Eleanor de Aquitania se căsătorește cu Henry Plantagenet, Conte de Anjou și Duce de Normandia (viitorul rege Henric al II-lea al Angliei), care era cu unsprezece ani mai tânăr decât ea.
- 1388: S-a încheiat zidirea bisericii mari a Mânăstirii Cozia din Vâlcea, România.
- 1565: Începe Marele asediu al Maltei, în care forțele otomane încearcă însă nu reușesc să cucerească Malta.
- 1593: După ce a fost acuzat de către prietenul său Thomas Kyd sub tortură, dramaturgul englez Christopher Marlowe primește o citație în fața Consiliului de Stat privind suspiciunea de erezie.
- 1643: După moartea soțului ei Ludovic al XIII-lea, regenta franceză Anna de Austria îl numește pe cardinalul Jules Mazarin ministrul ei principal și șeful guvernului ei. Procedând astfel, ea pune în aplicare o decizie luată de defunct, care își dorise ca soția sa, Ana de Austria, să nu conducă în locul lui ca regentă.[2]
- 1756: Începe Războiul de șapte ani odată ce Marea Britanie declară război Franței.
- 1765: Un incendiu a distrus o mare parte din Montreal, Quebec.
- 1794: Bătălia de la Tourcoing în timpul campaniei din Flandra din Războiul Primei Coaliții.
- 1803: Războaiele napoleoniene: Regatul Unit revocă Tratatul de la Amiens și declară război Franței.
- 1804: Senatul l-a proclamat pe Napoleon I Bonaparte împărat al Franței (1804-1814 și 1815); a fost încoronat de către Papa Pius al VII-lea la 2 decembrie1804, în cadrul unei ceremonii fastuoase ce a avut loc la Catedrala Notre Dame din Paris.
- 1812: Pedeapsa cu moartea împotriva asasinului John Bellingham la doar o săptămână după asasinarea prim-ministrului britanic Spencer Perceval, este pusă în aplicare. El este spânzurat în public.
- 1897: Romanul Dracula, al autorului irlandez Bram Stoker, este publicat la Londra.
- 1900: Regatul Unit proclamă un protectorat pentru Tonga.
- 1910: Terra trece prin coada cometei Halley. Este cel mai apropiat contact din istorie dintre Pământ și o cometă.
- 1944: A început deportarea masivă, din ordinul lui Stalin, a tătarilor crimeeni din Crimeea înspre Asia Centrală. „Zi pentru cinstirea memoriei jertfelor deportărilor din Crimeea".
- 1956: Prima ascensiune a vârfului Lhotse 8.516 metri, de către o echipă elvețiană.
- 1965: Spionul israelian Eli Cohen este spânzurat în Damasc, Siria.
- 1969: Programul Apollo: Se lansează Apollo 10, cu astronauții Tom Stafford, John Young și Eugene Cernan, având misiunea de a simula o aselenizare.
- 1974: În deșertul Rajahstan din provincia Pokhran, India, detonează cu succes prima sa arma nucleară; devine a șasea țară care posedă arma nucleară.
- 1980: Muntele Sf. Elena din SUA a erupt în statul Washington, omorând 57 de oameni și provocând pagube în valoare de 3 miliarde de dolari.
- 1980: Studenții din Gwangju, Coreea de Sud, încep demonstrațiile, cerând reforme democratice; demonstrația este violent reprimată de guvern. În acest incident, care este acum numit masacrul de la Gwangju, potrivit cifrelor oficiale, 207 de persoane au murit, iar aproximativ 1.000 au fost grav răniți.
- 1990: În Franța, un tren TGV modificat, atinge un nou record al vitezei la nivel de cale ferată de 515,3 km/h.
- 1991: Somalia de Nord își declară independența față de restul Somaliei sub denumirea Republica Somaliland, însă nu este recunoscută de comunitatea internațională.
- 2005: O a doua fotografie de la Telescopul Spațial Hubble confirmă că Pluto are două luni suplimentare, Nix și Hydra.
- 2025: Alegeri prezidențiale în România: Primarul Bucureștiului Nicușor Dan câștigă în turul al doilea cu 53,60 % din voturile exprimate, învingându-l pe George Simion (46,40 %). Prezența la vot a fost de 64,72 %.[3][4]

## Nașteri
- 1048: Omar Khayyám, matematician, astronom, filosof și poet persan (d. 1123)
- 1797: Frederic Augustus al II-lea al Saxoniei (d. 1854)
- 1798: Anthelme Trimolet, pictor francez (d. 1866)
- 1824: Alexandru Petrino, politician și patriot român, deputat în Dieta Bucovinei și în Consiliul Imperial Austriac, Ministru al Agriculturii al Imperiului Austriac (d. 1899).
- 1843: Benito Perez Galdos, scriitor spaniol (d. 1920)
- 1850: Oliver Heaviside, matematician și fizician englez (d. 1925)
- 1868: Țarul Nicolae al II-lea al Rusiei (d. 1918)
- 1872: Bertrand Russell, filosof englez, laurat al Premiului Nobel (d. 1970)

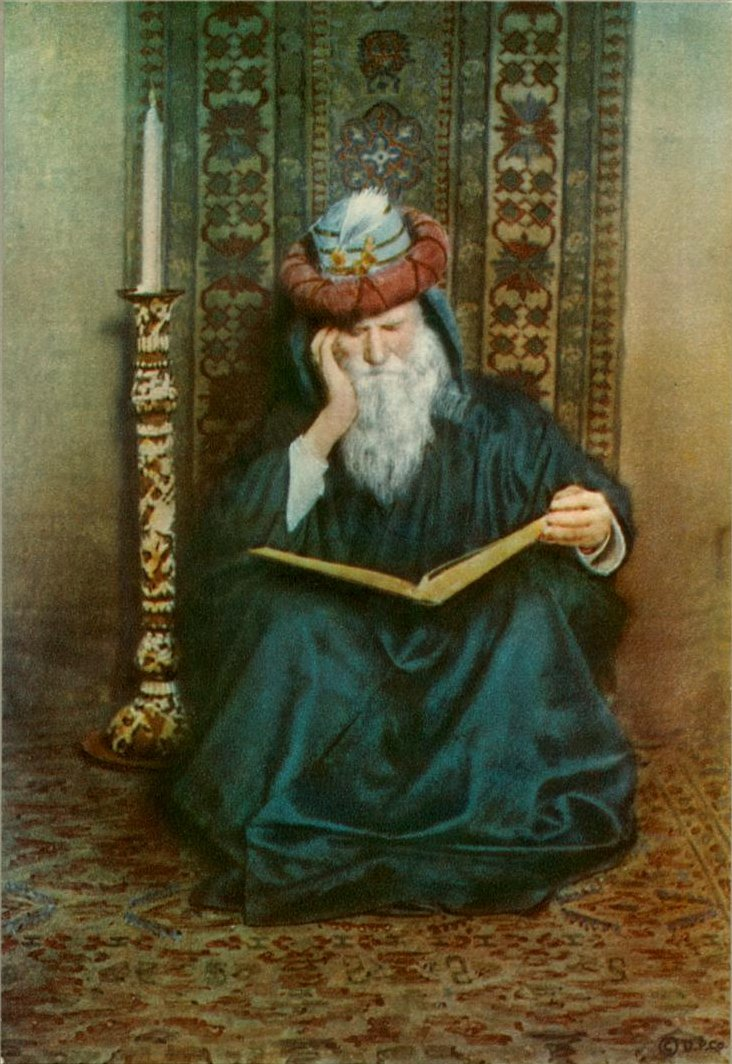
Omar Khayyám, matematician, astronom, poet persan
Bertrand Russell, filosof englez, laurat Nobel
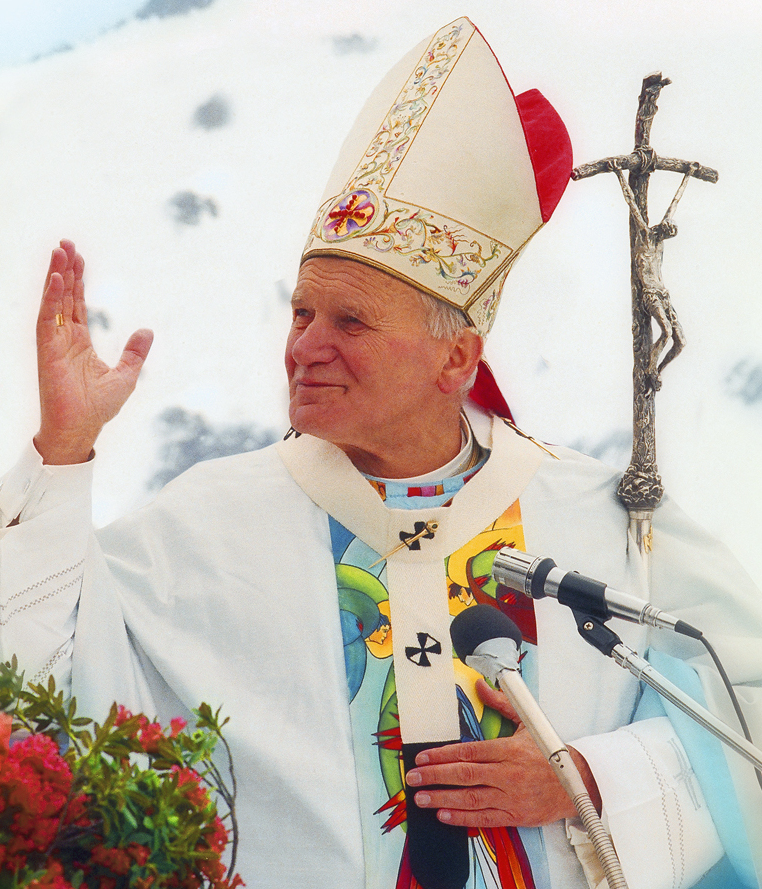
Papa Ioan Paul al II-lea

- 1883: Walter Adolph Gropius, arhitect american (d. 1969)
- 1888: Eugeniu Speranția, poet și eseist român (d. 1972)
- 1889: Gunnar Gunnarsson, scriitor islandez (d. 1975)
- 1891: Rudolf Carnap, filosof german (d. 1970)
- 1897: Frank Capra, regizor american (d. 1991)
- 1901: Vincent du Vigneaud, chimist american, laureat al Premiului Nobel (d. 1978)
- 1912: Richard Brooks, regizor și scenarist (d. 1992)
- 1920: Papa Ioan Paul al II-lea (n. Karol Józef Wojtyła), (d. 2005)
- 1928: Géza Domokos, scriitor și om politic român de etnie maghiară (d. 2007)
- 1928: Ilie Moldovan, profesor român de teologie (d. 2012)
- 1939: Peter Grünberg, fizician german (d. 2018)
- 1939: Giovanni Falcone, magistrat italian, victimă a Mafiei (d. 1992)
- 1957: Mihai Crețu, muzician român (Enigma)
- 1962: Sandra Crețu, cântăreață germană
- 1971: Dan Sorin Mihalache, politician român
- 1979: Alexander Nanau, regizor de film, producător și scenarist german, născut în România
- 1984: Simon Pagenaud, pilot francez

## Decese
- 0526: Papa Ioan I
- 0978: Frederic I de Lorena, conte de Bar și duce de Lotharingia Superioară (n. 942)
- 1764: Adolf Nikolaus von Buccow, guvernator al Transilvaniei (n. 1712)
- 1799: Pierre Augustin de Beaumarchais, dramaturg francez (n. 1732)
- 1800: Alexandr Suvorov, general rus (n. 1729)
- 1829: Maria Josepha de Saxonia, regină consort a Spaniei (n. 1803)
- 1839: Caroline Bonaparte, regină a Neapole și Sicilia, sora lui Napoleon I al Franței (n. [[18782])
- 1909: Isaac Albéniz, compozitor și pianist spaniol (n. 1860)

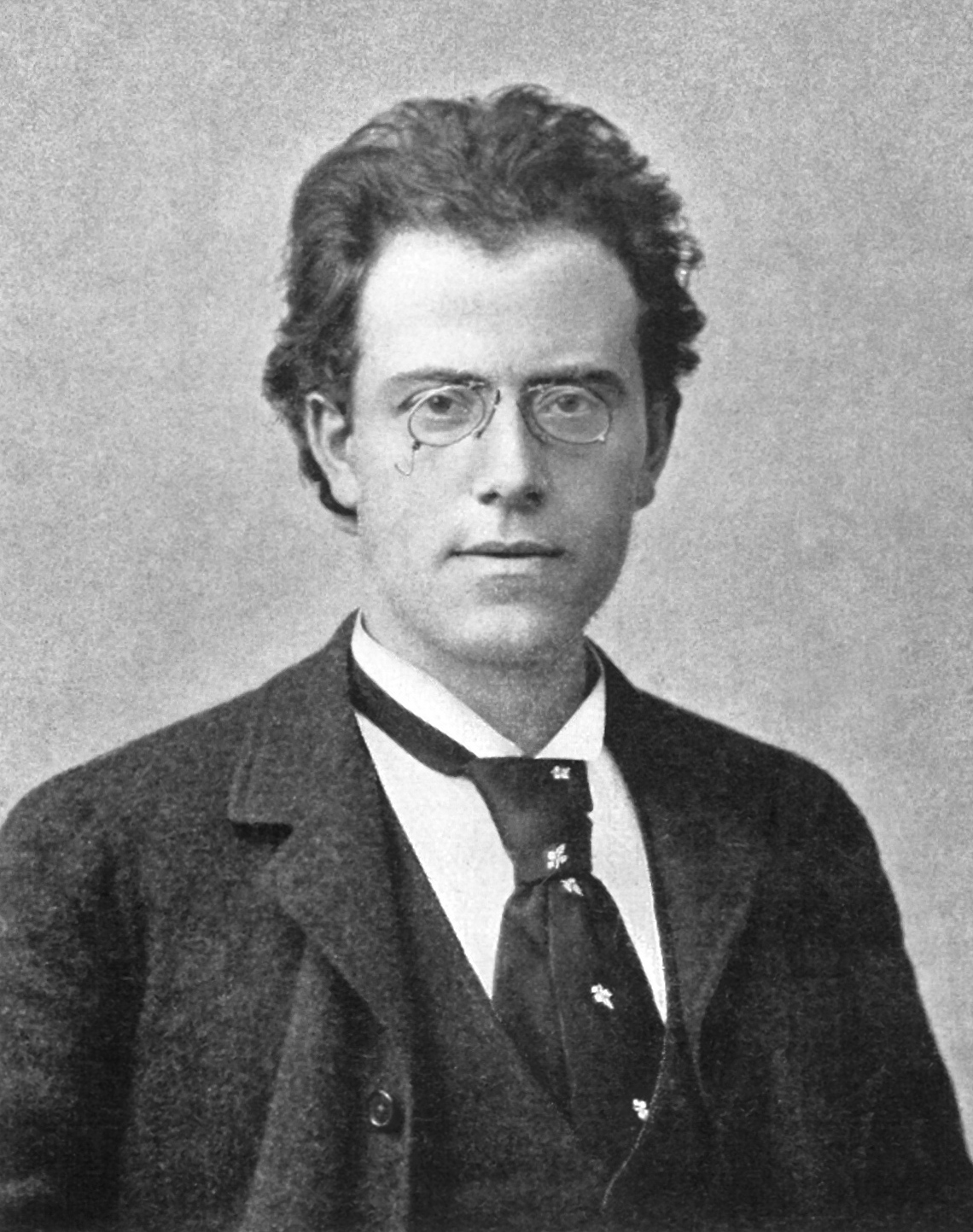
Gustav Mahler, compozitor și dirijor austriac
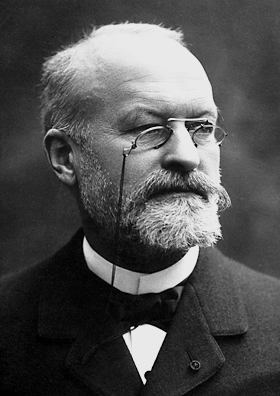
Alphonse Laveran, medic francez, laureat Nobel
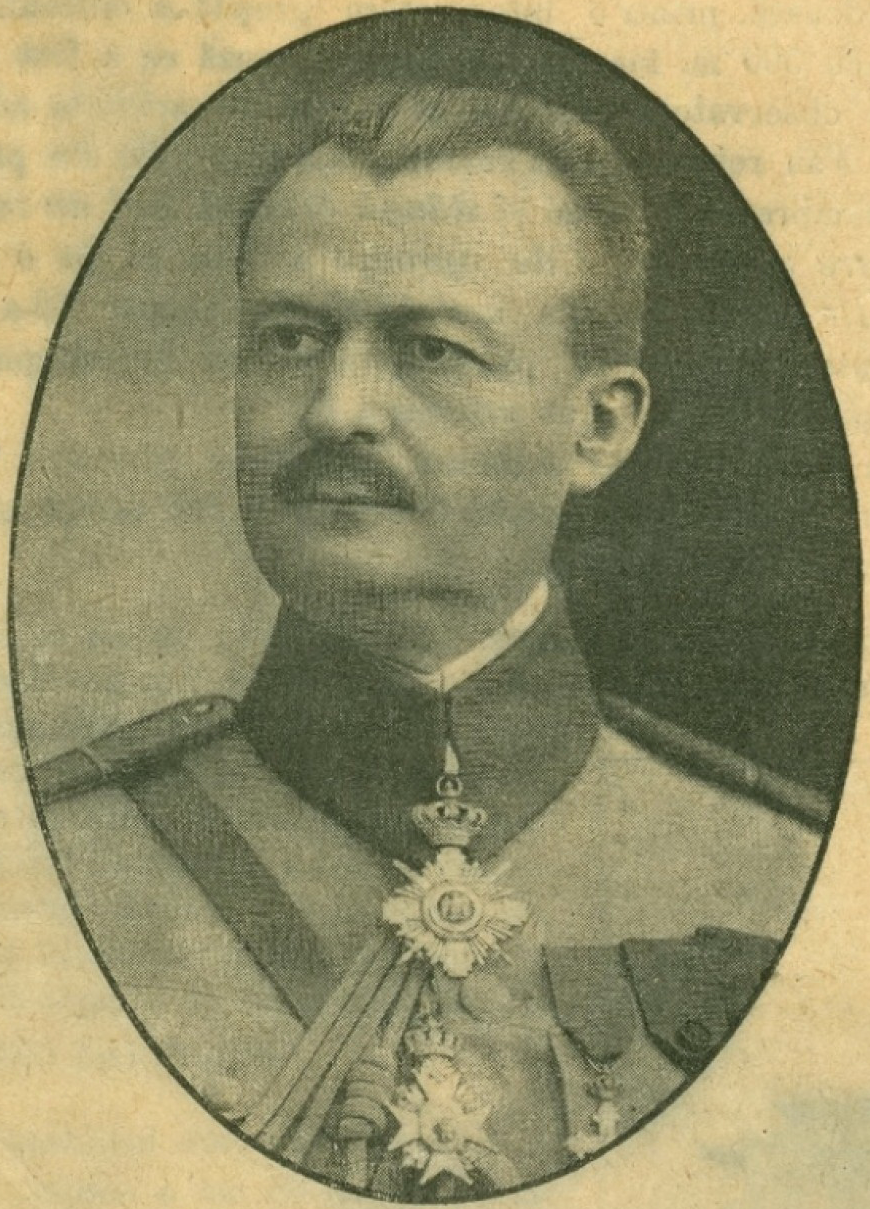
Henri Cihoski, general al armatei române din Primul Război Mondial

- 1911: Gustav Mahler, compozitor și dirijor austriac (n. 1860)
- 1922: Alphonse Laveran,  medic militar și parazitolog francez, laureat Nobel (n. 1845)
- 1941: Werner Sombart, economist și sociolog german (n. 1863)
- 1950: Henri Cihoski, general al armatei române din Primul Război Mondial (n. 1872)
- 1981: William Saroyan, prozator și dramaturg american (n. 1908)
- 1995: Elizabeth Montgomery, actriță americană (n. 1933)
- 1995: Alexandr Godunov, dansator de balet și actor rus (n. 1949)
- 2007: Jeana Gheorghiu, jurnalistă română și realizatoare TV (n. 1946)
- 2007: Pierre-Gilles de Gennes, fizician francez (n. 1932)
- 2010: Edoardo Sanguineti, poet și scriitor italian (n. 1930)
- 2011: Mircea Horia Simionescu, scriitor român (n. 1928)
- 2014: Dobrica Ćosić, scriitor și politician sârb (n. 1921)
- 2014: Radu Florescu, istoric român (n. 1925)
- 2022: Henry Mavrodin, pictor român (n. 1937)

## Sărbători
- Ziua internațională a muzeelor
- În calendarul creștin-ortodox: 

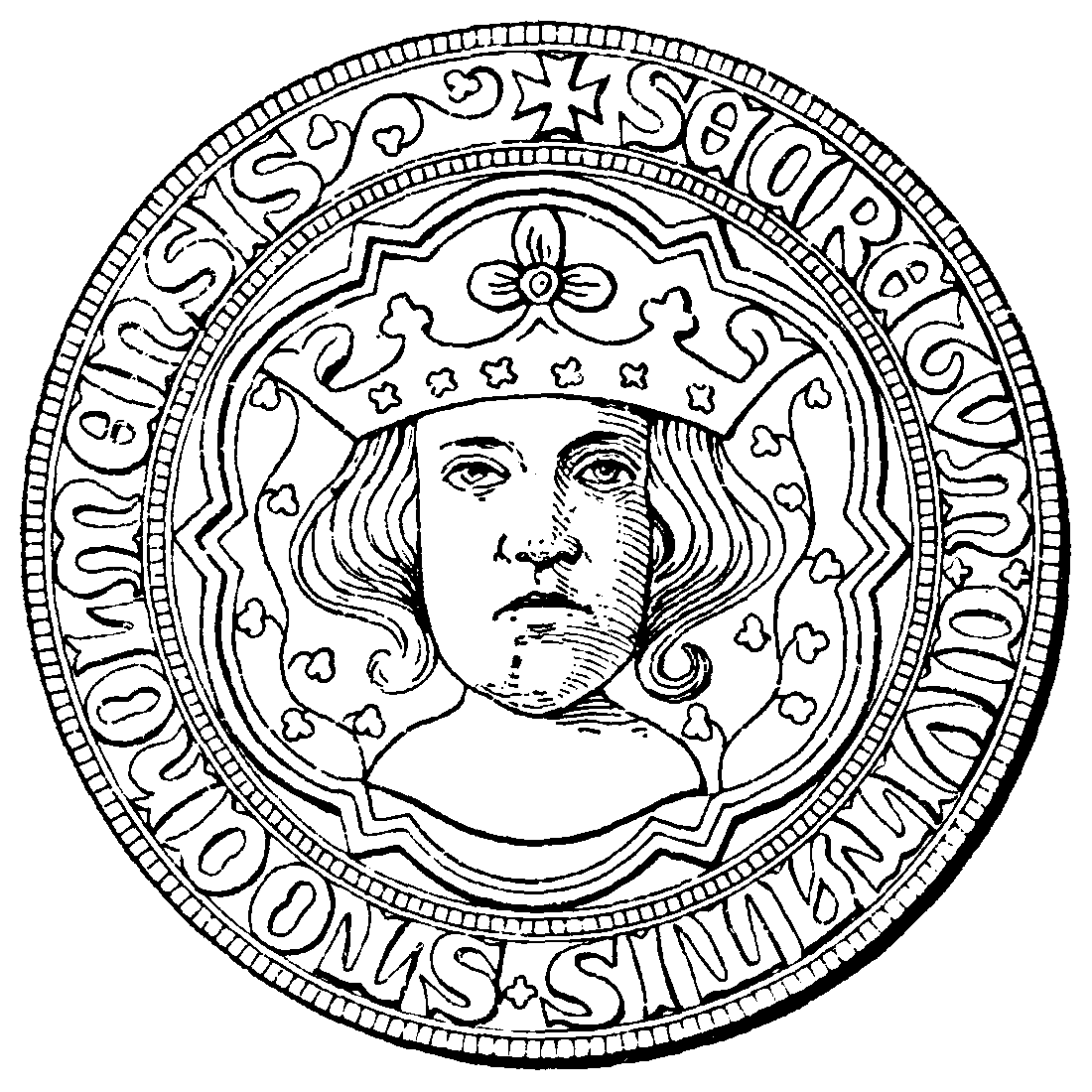
Sigiliul orașului Stockholm, cu efigia regelui Eric al IX-lea

  - sfinții mucenici: Petru, Dionisie, Andrei, Pavel și Hristina fecioara;
  - Ștefan I al Constantinopolului, patriarh al Constantinopolului;
  - Sfântul Teodor, papă al Romei.
- În calendarul greco-catolic:
  - sfinții martiri: Petru, Dionisie, Andrei, Cristina fecioara, Sf. Heraclie, Sf. Paulin
- În calendarul romano-catolic:
  - Eric al IX-lea al Suediei, rege martir (d. 1160)
  - Papa Ioan I; Leonardo Murialdo (d. 1900)